# Pivničnyj most
Pivničnyj most (ukrajinsky Північний міст, dříve Moskevský most) je silniční most přes Dněpr v Kyjevě v Kyjevské oblasti na Ukrajině. Výstavba byla zahájena v roce 1971 a otevření se most dočkal 3. prosince 1976. Most spojuje obytné oblasti na pravém břehu Dněpru se sídlišti Rajdužnyj, Troješčyna a Vokresenka. Dílo je architektonickou památkou, jehož tvůrci jsou inženýři Georgij Borisovič Fuchs, B. M. Greben, E. A. Levynskyj, B. S. Romanenko a architekt Anatolij Volodimirovič Dobrobolskij. V roce 1981 byla kolektivu autorů udělena cena Rady ministrů SSSR za rozvoj projektu.

## Popis
Most je jednopylonové lanové konstrukce o délce 816 metrů, šířce 31,2 metry a kříží řeku Dněpr. Most dále navazuje na další mosty přes Desenku, úžiny Dněpru o délce 732 metrů a nájezd přes třídu Volodymyra Ivasjuka o délce 55 metrů.
Splavnou část Pivničného mostu pokrývá jednopylonový lanový systém umístěný u levého břehu; pravobřežní část mostu je nadjezdová o rozpětí 63 m. Ocelový výztužný nosník v lanovém rozpětí je podepřen lany z ocelových lan (20 až 40 na jeden kabel). Celková délka kabelových lan je 54,6 km. Lana byla vyrobena v továrně a přivezena do Kyjeva již v hotovém stavu. Všechny kovové konstrukce vyrobil podnik Voronežstalmost ve Voroněži.
Kabely jsou zavěšeny na pylonu do tvaru písmene A, který je vysoký 119 metrů. Výška od vozovky k pylonové klenbě je 53 metrů. V obou nohách pylonu je montážní šachta s ocelovými žebříky po 8 ramenech. Tunely se sbíhají nad klenbou. Uvnitř pylonu je malá místnost o rozměru cca 10 m². V horní části pylonu je sochařský obraz erbu Kyjeva. Na obou protichůdných stranách vrcholu pylonu je jeden balkon.
Dne 5. listopadu 1983 byla na Pivničném mostě otevřena trolejbusová linka ze stanice metra Počajna do Voskresenky (trasa č. 29) a 14. července 1984  do Troješčiny (trasa č. 30).
Do roku 2005 se silniční doprava pohybovala ve třech jízdních pruzích v každém směru; šířka rozdělovacího pruhu je 2,2 m, ochranné pruhy po stranách vozovky 0,5 m, chodníky 2,85 m V srpnu 2005 byl na mostě díky zúžení středového pruhu přidán další pruh v každém směru. To vedlo k výraznému nárůstu dopravních nehod na mostě. Za účelem snížení počtu dopravních nehod a zraněných osob byl od 24. prosince 2007 středový pruh nahrazen svodidly a počet jízdních pruhů z důvodu zmenšení jejich šířky byl opět zvýšen na čtyři v každém směru.
Most je součástí tzv. Malé okružní silnice.

## Přejmenování
Až do roku 2018 se most jmenoval Moskevský. V červnu až srpnu 2015 uspořádala státní správa města Kyjeva veřejnou diskusi o přejmenování moskevského mostu na most Georgije Fuchse. Také existovaly návrhy na změnu názvu na Pivničnyj (Severní), Troješčinský nebo most Stepana Bandery. Návrh na přejmenování mostu byl však na jednání odborné komise vyřazen, proto otázka přejmenování mostu nebyla na zasedání Zastupitelstva města Kyjeva dne 6. října 2016 předložena k projednání. Některá média však uvedla nepravdivé informace o tom, že bylo rozhodnuto o přejmenování mostu.
Dne 22. února 2018 na zasedání zastupitelé Kyjeva rozhodli o přejmenování mostu na Pivničnyj. Dne 23. března 2018 bylo rozhodnutí zveřejněno v oficiální publikaci Kyjevské městské rady Chreščatyk.

## Další informace
Dne 29. ledna 2000 uvedl státní podnik Ukrpošta do oběhu uměleckou poštovní známku vyobrazující tehdejší Moskevský most. Autor známky je M. Laškevič.
Z hlediska bezpečnosti zůstává Pivničnyj most nejnebezpečnějším mostem v Kyjevě. I přes pokusy o snížení nehodovosti se zde zejména během večerní a ranní špičky, kdy lidé jezdí z práce a do práce stávají časté dopravní nehody. Při vzniku dopravní nehody dosahují dopravní zácpy až do centra města. Délka takové zácpy může dosáhnout až 15 kilometrů. Mezi obyvateli existuje mnoho legend, proč tomu tak je. Někteří tvrdí, že vozovka rezonuje a při vjezdu kamionů na most na jedné straně dochází k vibracím a automobily na druhé straně jsou vychýleny za jízdy, jiní říkají, že na levém břehu, kde dnes most stojí, byl kdysi hřbitov.

## Galerie

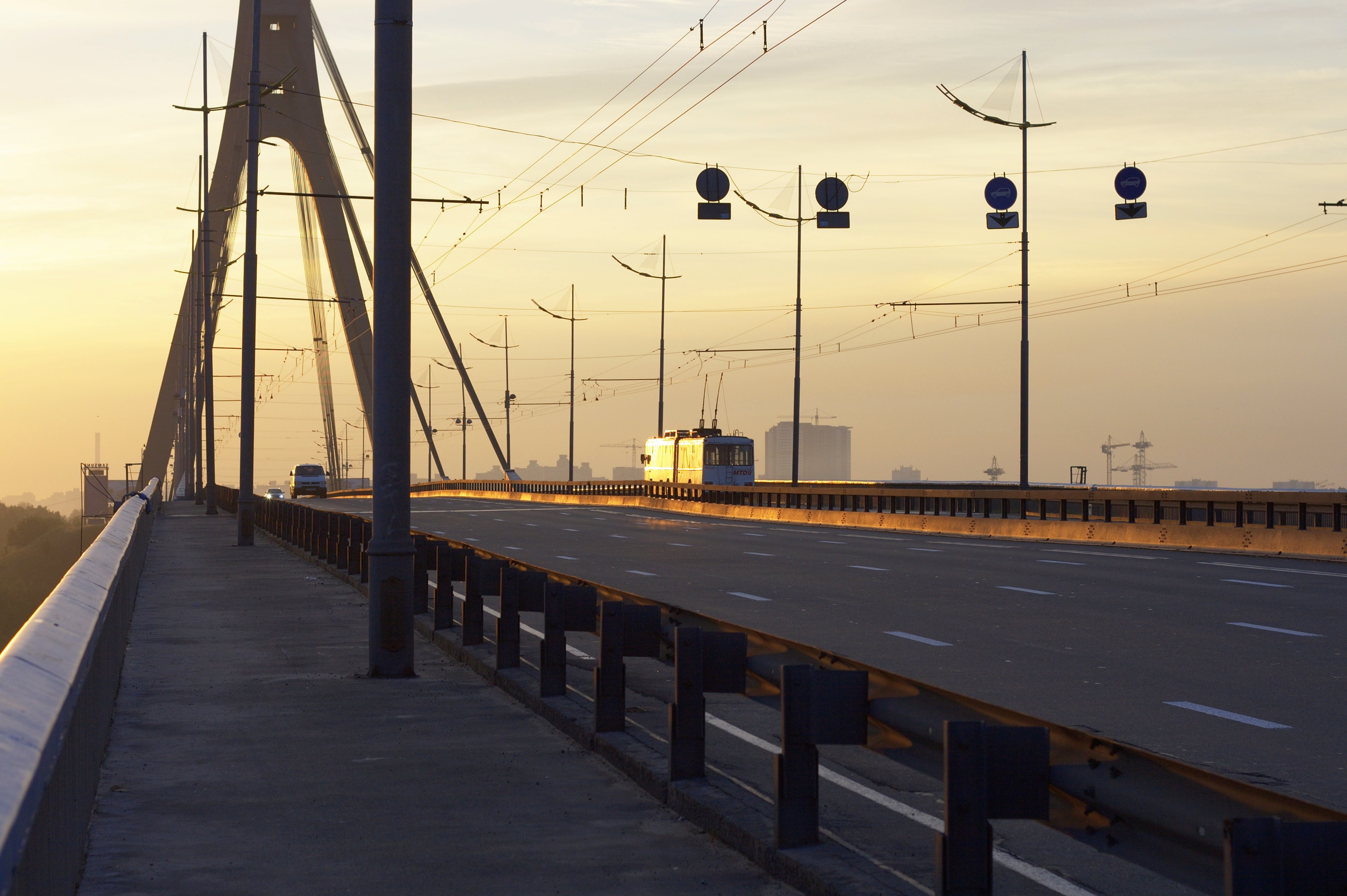
Pivničnyj most v roce 2008
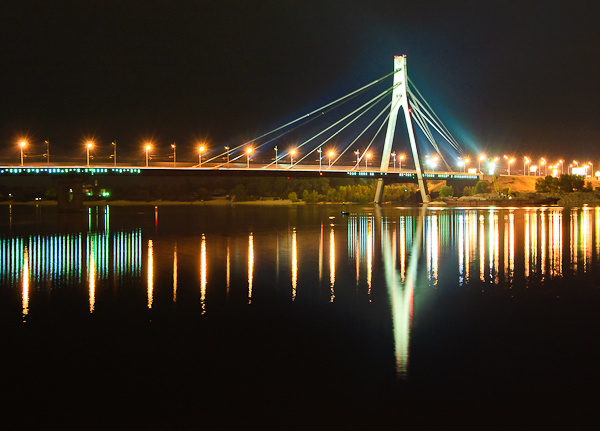
2010 při nočním osvětení
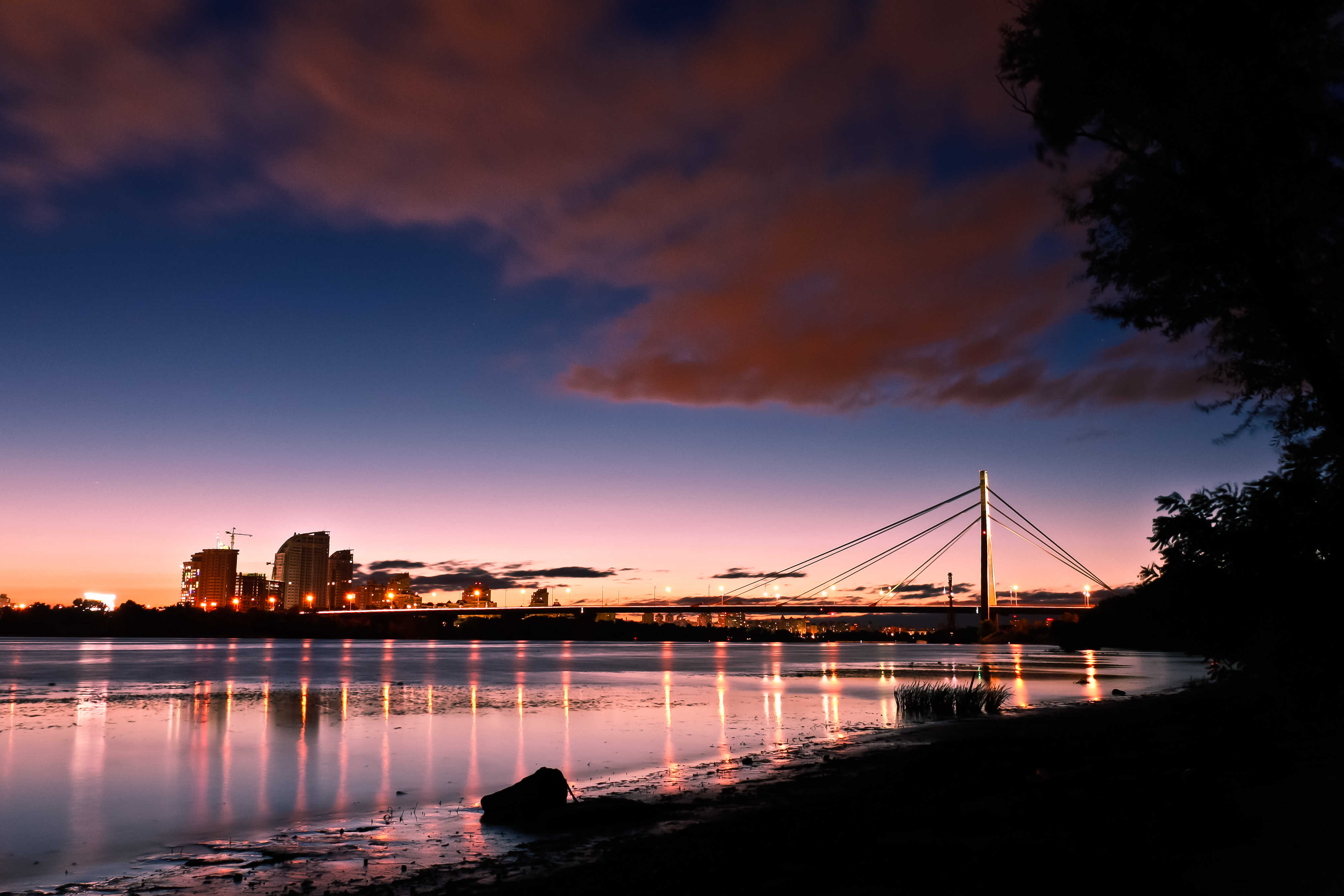
2014
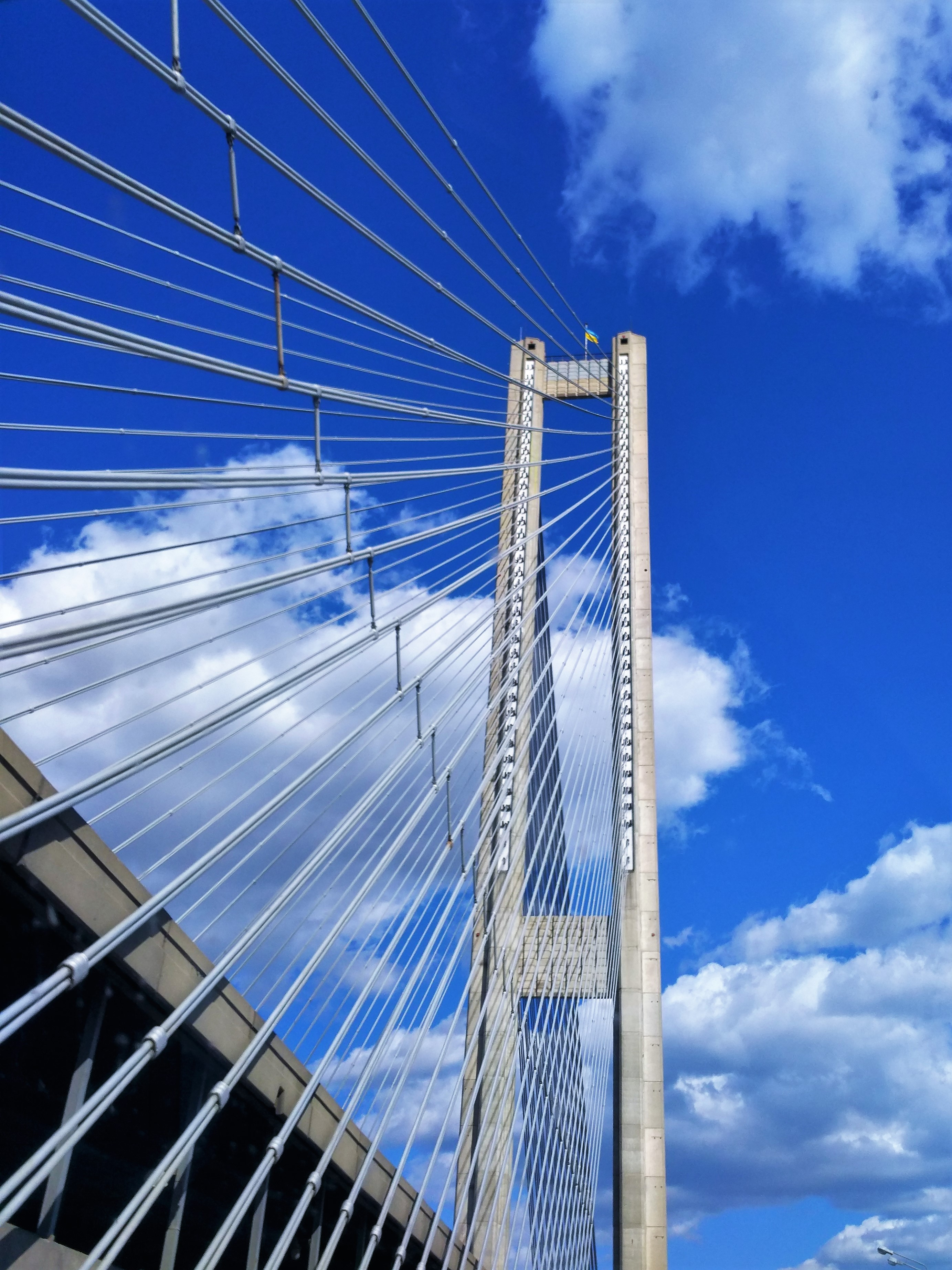
Pohled na lana zavěšená na pylonu